# KNM ER 992

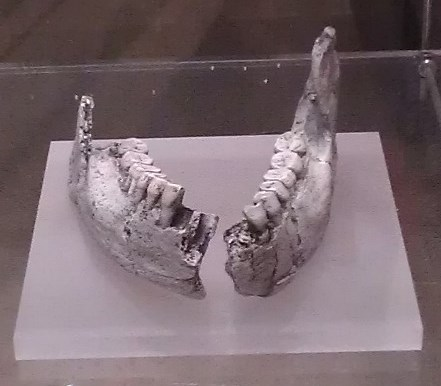
KNM ER 992 (реплика)

KNM ER 992 — нижняя челюсть Homo ergaster, обнаруженная в Кооби-Фора (Кения) Б. Нгенео (B. Ngeneo) в 1971 году. Является голотипом вида Homo ergaster. Тело нижней челюсти грацильнее, чем у ранних Homo и многих других Homo ergaster.
Возраст находки оценивается в 1,5 млн лет.